# 135
El 135 (CXXXV) fou un any comú començat en divendres del calendari julià.

## Esdeveniments
- 9 d'agost: data tradicional de la captura de Béthar, l'última fortalesa de Shimon bar Kokhba, que va ser assassinat. Fi de la revolta de Bar Kokhba a Judea.[1]
- Hadrià va ser aclamat com a "imperador" per segona vegada després de la victòria a Judea. Jerusalem és en gran part destruïda i saquejada de nou, després substituïda per una veterana colònia romana (Ælia Capitolina). Al lloc del Temple s'aixeca un altar a Júpiter. Judea passa a anomenar-se Síria-Palestina. Els jueus van ser prohibits de la zona al voltant de la ciutat i es van dispersar de nou per tot l'Imperi Romà.[2]
- Mort sota tortura el metge jueu Akiva ben Iosef (v. 50-135).[3] Molts estudiosos van ser arrestats i torturats. El rabí Ximon bar Yohaï, deixeble d'Akiva, es va refugiar en una cova, va viure (dotze anys?) com a ermità i després va dirigir una escola a Tekoa (la tradició li atribueix l'escriptura del Zohar).[4] Els membres supervivents del Sanedrí van marxar de Yavne cap a Usha a Galilea, dirigits pel nou patriarca Rabban Simeon ben Gamaliel.[5] Molts fariseus van emigrar a Babilònia on es van unir a la diàspora.